# Abraham Løkin Hansen
Abraham Løkin Hansen (ur. 16 czerwca 1959 w Fuglafjørður) – piłkarz z Wysp Owczych, reprezentant kraju grający na pozycji pomocnika.

## Kariera piłkarska
Przygodę z futbolem rozpoczynał w 1976 w klubie ÍF Fuglafjørður. Wraz z drużyną zdobył mistrzostwo Wysp Owczych w 1979. W sezonie 1981 był zawodnikiem IK Sleipner, jednak na poziomie drugiej ligi szwedzkiej zagrał tylko w jednym spotkaniu. Po tej krótkiej przygodzie z zagranicznym futbolem powrócił do kraju, że dołączył do drugoligowego NSÍ Runavík. Pomógł drużynie w zwycięstwie w rozgrywkach 2. deild w 1983, co pozwoliło uzyskać awans na najwyższy poziom rozgrywek w kraju. Po trzech latach odszedł do ÍF Fuglafjørður. Drugą połowę sezonu 1985 spędził w Odense Boldklub, w barwach którego rozegrał 8 spotkań na poziomie Superligaen.  
Sezon 1986 rozegrał w NSÍ Runavík. Wraz z zespołem zdobył Puchar Wysp Owczych. Lata 1987–1988 to czas gry Hansena w B36 Tórshavn, z którego na sezon 1989 ponownie przeniósł się do ÍF Fuglafjørður. Drugą część sezonu 1989 oraz pierwszą część sezonu 1990 spędził w duńskim BK Frem, po czym wrócił do ÍF Fuglafjørður.
Od 1992 występował w B68 Toftir. Już w pierwszym sezonie zdobył z B68 mistrzostwo Wysp Owczych. Dobra gra zaowocowała transferem do francuskiego US Boulogne. Podczas gry w Boulogne 8 razy wystąpił na boiskach CFA. Drugą połowę sezonu 1994 spędził w macierzystym ÍF Fuglafjørður, po czym powrócił do B68 Toftir. Dotarł z drużyną do finału Pucharu Wysp Owczych w sezonie 1995. W kolejnych sezonach występował kolejno w NSÍ Runavík (1996–1998), ÍF Fuglafjørður (1999) oraz ponownie NSÍ Runavík (1999–2002). Z ostatnią drużyną zdobył Puchar Wysp Owczych w sezonie 2002. Po sezonie 2002 zakończył karierę piłkarską. W 2003 został uznany najlepszym piłkarzem 50-lecia Wysp Owczych z okazji jubileuszu UEFA.
| Sezon   | Klub             | Kraj        | Rozgrywki   | Mecze | Bramki |
| ------- | ---------------- | ----------- | ----------- | ----- | ------ |
| 1976    | ÍF Fuglafjørður  | Wyspy Owcze | 1. deild    |       |        |
| 1977    | ÍF Fuglafjørður  | Wyspy Owcze | 1. deild    | 2     | 3      |
| 1978    | ÍF Fuglafjørður  | Wyspy Owcze | 1. deild    | 5     | 4      |
| 1979    | ÍF Fuglafjørður  | Wyspy Owcze | 1. deild    | 8     | 1      |
| 1980    | ÍF Fuglafjørður  | Wyspy Owcze | 1. deild    | 13    | 1      |
| 1981    | ÍF Fuglafjørður  | Wyspy Owcze | 1. deild    |       |        |
| 1981    | IK Sleipner      | Szwecja     | Superettan  | 1     | 0      |
| 1982    | NSÍ Runavík      | Wyspy Owcze | 2. deild    |       |        |
| 1983    | NSÍ Runavík      | Wyspy Owcze | 2. deild    |       |        |
| 1984    | NSÍ Runavík      | Wyspy Owcze | 1. deild    | 7     | 5      |
| 1985    | ÍF Fuglafjørður  | Wyspy Owcze | 1. deild    | 2     | 0      |
| 1985    | Odense Boldklub  | Dania       | Superligaen | 8     | 0      |
| 1986    | NSÍ Runavík      | Wyspy Owcze | 1. deild    | 14    | 4      |
| 1987    | B36 Tórshavn     | Wyspy Owcze | 2. deild    | 12    | 4      |
| 1988    | B36 Tórshavn     | Wyspy Owcze | 1. deild    | 14    | 4      |
| 1989    | ÍF Fuglafjørður  | Wyspy Owcze | 1. deild    | 6     | 0      |
| 1989    | Boldklubben Frem | Dania       | Superligaen |       |        |
| 1990    | Boldklubben Frem | Dania       | Superligaen |       |        |
| 1990    | ÍF Fuglafjørður  | Wyspy Owcze | 2. deild    | 14    | 7      |
| 1991    | ÍF Fuglafjørður  | Wyspy Owcze | 2. deild    | 13    | 6      |
| 1992    | B68 Toftir       | Wyspy Owcze | 1. deild    | 18    | 4      |
| 1993    | B68 Toftir       | Wyspy Owcze | 1. deild    | 10    | 1      |
| 1993/94 | US Boulogne      | Francja     | CFA         | 8     | 0      |
| 1994    | ÍF Fuglafjørður  | Wyspy Owcze | 1. deild    | 6     | 0      |
| 1995    | B68 Toftir       | Wyspy Owcze | 1. deild    | 8     | 0      |
| 1996    | B68 Toftir       | Wyspy Owcze | 1. deild    | 2     | 0      |
| 1996    | NSÍ Runavík      | Wyspy Owcze | 2. deild    | 5     | 2      |
| 1997    | NSÍ Runavík      | Wyspy Owcze | 1. deild    | 8     | 1      |
| 1998    | NSÍ Runavík      | Wyspy Owcze | 1. deild    | 1     | 0      |
| 1999    | ÍF Fuglafjørður  | Wyspy Owcze | 1. deild    | 4     | 1      |
| 2000    | NSÍ Runavík      | Wyspy Owcze | 1. deild    | 5     | 0      |
| 2001    | NSÍ Runavík      | Wyspy Owcze | 1. deild    | 2     | 0      |
| 2002    | NSÍ Runavík      | Wyspy Owcze | 1. deild    | 1     | 0      |

## Kariera reprezentacyjna
Hansen po raz pierwszy w reprezentacji zagrał 24 sierpnia 1988 w meczu przeciwko reprezentacji Islandii, przegranym 0:1. W latach 1990–1991 wystąpił w 8 spotkaniach eliminacyjnych do Mistrzostw Europy 1992. Brał udział także w 6 spotkaniach eliminacji do Mistrzostw Świata 1994. 
Po raz ostatni wystąpił w drużynie narodowej zagrał 7 września 1994, w spotkaniu eliminacji do Mistrzostw Europy 1996 przeciwko Grecji, przegranym 1:5. Łącznie w latach 1988–1994 Hansen zagrał dla Wysp Owczych w 22 spotkaniach.
| Mecze i gole w reprezentacji | Mecze i gole w reprezentacji | Mecze i gole w reprezentacji | Mecze i gole w reprezentacji | Mecze i gole w reprezentacji | Mecze i gole w reprezentacji | Mecze i gole w reprezentacji |
| #                            | Data                         | Miasto                       | Przeciwnik                   | Gol                          | Wynik                        | Rozgrywki                    |
| ---------------------------- | ---------------------------- | ---------------------------- | ---------------------------- | ---------------------------- | ---------------------------- | ---------------------------- |
| 1.                           | 24.08.1988                   | Akranes                      | Islandia                     |                              | 0:1                          | towarzyski                   |
| 2.                           | 14.04.1989                   | Tórshavn                     | Kanada                       |                              | 1:0                          | towarzyski                   |
| 3.                           | 16.04.1989                   | Klaksvík                     | Kanada                       |                              | 0:1                          | towarzyski                   |
| 4.                           | 08.08.1990                   | Tórshavn                     | Islandia                     |                              | 2:3                          | towarzyski                   |
| 5.                           | 12.09.1990                   | Landskrona                   | Austria                      |                              | 1:0                          | El. ME 1992                  |
| 6.                           | 10.10.1990                   | Kopenhaga                    | Dania                        |                              | 1:4                          | El. ME 1992                  |
| 7.                           | 01.05.1991                   | Belfast                      | Irlandia Północna            |                              | 1:1                          | El. ME 1992                  |
| 8.                           | 16.05.1991                   | Belgrad                      | Jugosławia                   |                              | 0:7                          | El. ME 1992                  |
| 9.                           | 22.05.1991                   | Salzburg                     | Austria                      |                              | 0:3                          | El. ME 1992                  |
| 10.                          | 15.07.1991                   | Tórshavn                     | Turcja                       |                              | 1:1                          | towarzyski                   |
| 11.                          | 11.09.1991                   | Landskrona                   | Irlandia Północna            |                              | 0:5                          | El. ME 1992                  |
| 12.                          | 25.09.1991                   | Landskrona                   | Dania                        |                              | 0:4                          | El. ME 1992                  |
| 13.                          | 16.10.1991                   | Landskrona                   | Jugosławia                   |                              | 0:2                          | El. ME 1992                  |
| 14.                          | 06.05.1992                   | Bukareszt                    | Rumunia                      |                              | 0:7                          | El. MŚ 1994                  |
| 15.                          | 03.06.1992                   | Toftir                       | Belgia                       |                              | 0:3                          | El. MŚ 1994                  |
| 16.                          | 16.06.1992                   | Toftir                       | Cypr                         |                              | 0:2                          | El. MŚ 1994                  |
| 17.                          | 22.05.1993                   | Bruksela                     | Belgia                       |                              | 0:3                          | El. MŚ 1994                  |
| 18.                          | 06.06.1993                   | Toftir                       | Walia                        |                              | 0:3                          | El. MŚ 1994                  |
| 19.                          | 16.06.1993                   | Toftir                       | Czechosłowacja               |                              | 0:3                          | El. MŚ 1994                  |
| 20.                          | 11.08.1993                   | Toftir                       | Norwegia                     |                              | 0:7                          | towarzyski                   |
| 21.                          | 08.09.1993                   | Toftir                       | Rumunia                      |                              | 0:4                          | El. MŚ 1994                  |
| 22.                          | 07.09.1994                   | Toftir                       | Grecja                       |                              | 1:5                          | El. ME 1996                  |

## Sukcesy
ÍF Fuglafjørður
- Mistrzostwo Wysp Owczych (1): 1979

NSÍ Runavík
- Mistrzostwo 2. deild (1): 1983
- Puchar Wysp Owczych (2): 1986, 2002

B68 Toftir
- Mistrzostwo Wysp Owczych (1): 1992
- Finał Pucharu Wysp Owczych (1): 1995